# 18
18 (XVIII, na numeração romana) foi um ano comum do século I, do Calendário Juliano, da Era de Cristo, teve início a um sábado e terminou também a um sábado, e a sua letra dominical foi B.
| Ano completo                   |
| ------------------------------ |
| Ano comum com início ao sábado |

## Eventos
- Tibério Cláudio César Augusto, pela terceira vez, e Germânico César, pela segunda vez, cônsules romanos.[1]
- Germânico viaja para o leste do império. Ele passa por Lesbos, onde se encontra com sua esposa Agripina Maior, que havia acabado de dar à luz Júlia Lívila. Em seguida, ele visita a Ásia, e, em Colofonte, ouve um oráculo de Apolo que previa sua morte iminente.[2][Nota 1]
- Cneu Pisão alcança Germânico em Rodes, e depois volta para Síria. Ele corrompe as legiões, e passa a falar mal de Germânico e Agripina, dizendo que fazia isto com o consentimento do imperador Tibério.[2]
- Germânico, mesmo sabendo destes problemas, teve que ir à Armênia. Os armênios haviam expulsado Vonones, e estavam sem rei. Germânico coroa Zenão, filho de Polemão, rei do Ponto, como rei da Armênia. Zenão era querido pelo povo, pois desde criança ele imitava os costumes e hábitos dos armênios. Após a coroação, Zenão adotou o nome Artaxias, por causa da Artaxata, cidade onde foi coroado.[2]
- A Capadócia é organizada como uma província romana. Seu primeiro governador é Quinto Verânio. Para mostrar a boa vontade dos romanos, os tributos são reduzidos.[2]
- Q. Servaeus é indicado para governar Comagena. Esta província era governada por um pretor.[2]
- Germânico, ainda insatisfeito com Pisão, o encontra em Cirro, cidade da Síria, onde tem uma discussão acalorada, mas Pisão se mostra submisso. Eles se separam ainda com rancor mútuo.[2]
- Artabano, rei dos partas, envia embaixadores a Germânico para renovar a aliança com Roma. Artabano gostaria de se encontrar com Germânico no Eufrates, mas se mostrou insatisfeito com a presença de Vonones na Síria, temendo que ele causasse uma rebelião entre os nobres da Pártia.[Nota 2] Germânico respondeu favoravelmente à aliança, e moveu Vonones para Pompeipólis, uma cidade da Cilícia, mas isto não foi feito para agradar Artabano, mas para irritar Pisão, pois Vonones havia dado vários presentes a Plancina, esposa de Pisão.[2]